# Bitwa pod Fidonisi
Bitwa pod Fidonisi – starcie pomiędzy flotą rosyjską a turecką 14 lipca 1788 podczas wojny rosyjsko-tureckiej 1787-1791 u wybrzeży wyspy Fidonisi (obecnie Wyspa Wężowa), w północno-zachodniej części Morza Czarnego, zakończone zwycięstwem Rosjan.
Po bitwie pod Oczakowem Rosjanie oblegający Oczaków dodatkowo wzmocnili blokadę wokół twierdzy sewastopolską eskadrą Marko Wojnowicza (2 okręty liniowe, 10 lub 11 fregat, 552 dział). 14 lipca nadciągnęli Turcy dowodzeni przez Hasana Cezayirliego (17 lub 15 okrętów liniowych, 8 fregat, 1500 dział). Wykorzystując przewagę sił i nawietrzną pozycję, uderzyli najpierw częścią jednostek na rosyjską straż przednią pod dowództwem komodora Fiodora Uszakowa, z zamiarem rozbicia i zniszczenia sił Rosjan.
Mimo dysproporcji sił (na każdą rosyjską jednostkę przypadało pięć wrogich), Uszakow podjął walkę, uszkadzając  nieprzyjacielski okręt flagowy. Gdy wyszedł on z szyku, Uszakow przystąpił do przeciwnatarcia na kolejne okręty tureckie, co wprowadziło chaos w ich szykach. Po trzech godzinach walki zmuszono Turków do wycofania, choć Wojnowicz, zgodnie z zasadą zakazującą atakowania liczniejszego przeciwnika, nie włączył się do walki. Brawura Uszakowa, a pośrednio także ostrożność Wojnowicza, który nie zaryzykował użycia swych znacznie słabszych sił w walce z całą flotą turecką, zdecydowała o rosyjskim sukcesie. Ustąpienie Turków przyczyniło się do kapitulacji twierdzy oczakowskiej w grudniu 1788 roku.